# Чу Мін Ґьон
Чу Мін Ґьон (кор. 주민경, нар. 6 липня 1989) — південнокорейська акторка. Вона відома своїми ролями в таких драмах, як «Чірінсан», «Якось під дощем», «Скетч», «Цілитель душ», «Однієї весняної ночі», «Почув це через виноградну лозу» та «Клуб зелених матерів».

## Фільмографія

### Телесеріали
| Рік  | Назва                                                          | Роль         | Мережа | Прим.  |
| ---- | -------------------------------------------------------------- | ------------ | ------ | ------ |
| 2014 | «Заполонити серце»                                             | Чін Мі       | JTBC   | [ 5 ]  |
| 2015 | «Почув це через виноградну лозу»                               | Колега Ну Рі | SBS    | [ 6 ]  |
| 2015 | «Це моє кохання»                                               | Нан Сіль     | JTBC   | [ 7 ]  |
| 2018 | «Якось під дощем»                                              | Ким Бо Ра    | JTBC   | [ 8 ]  |
| 2018 | «Скетч»                                                        | Лі Су Йон    | JTBC   | [ 9 ]  |
| 2019 | «Однієї весняної ночі»                                         | Лі Че Ін     | MBC    | [ 10 ] |
| 2019 | «Спеціальна драма: 10 сезон: Розуміння щодо електричного шоку» | Ко Нам Йон   | KBS2   | [ 11 ] |
| 2020 | «Цілитель душ»                                                 | Кон Чі Сон   | KBS2   | [ 12 ] |
| 2021 | «Чірінсан»                                                     | Лі Ян Сон    | tvN    | [ 13 ] |
| 2022 | «Клуб зелених матерів»                                         | Пак Юн Джу   | JTBC   | [ 14 ] |
| 2023 | «На відстані дотику»                                           | Окхі         | JTBC   | [ 15 ] |

### Вебсеріали
| Рік  | Назва          | Роль  | Платформа | Прим.  |
| ---- | -------------- | ----- | --------- | ------ |
| 2021 | «Доктор Мозок» | лікар | Apple TV+ | [ 16 ] |

### Фільми
| Рік  | Назва                  | Корейська назва  | Роль                   | Прим.  |
| ---- | ---------------------- | ---------------- | ---------------------- | ------ |
| 2014 | «Боже мій»             | 앞서는 마음      | Дочка власника будинку | [ 16 ] |
| 2014 | «Sans Retour»          | 산스 리턴        | Мін Ґьон               | [ 16 ] |
| 2015 | «Апокаліпсис»          | 종말             | Чу Ін Ґьон             | [ 16 ] |
| 2017 | «Вузол»                | 매듭             | Ду Мін                 | [ 16 ] |
| 2017 | «Американська мрія»    | 아메리카 드림    | Чу Ґюн                 | [ 16 ] |
| 2019 | «Найзвичайніший роман» | 가장 보통의 연애 | Чу Хі                  | [ 17 ] |